# Nonciature apostolique en Tunisie
La nonciature apostolique en Tunisie est la mission diplomatique du Saint-Siège en Tunisie. Le nonce apostolique en Tunisie est un office ecclésiastique de l'Église catholique en Tunisie, ayant rang d'ambassadeur. Le nonce sert à la fois d'ambassadeur du Saint-Siège auprès de l'État tunisien et de point de contact entre la hiérarchie catholique en Tunisie et le pape.
Le Vatican crée en 1965 le poste de délégué apostolique pour l'Afrique du Nord. John Gordon en assure la fonction jusqu'au 19 août 1967. Il est remplacé par Sante Portalupi le 27 septembre. Au fil du temps, les responsabilités du délégué évoluent, à mesure que le Saint-Siège établit des relations diplomatiques avec les pays de la région. Le 6 mars 1972, Portalupi prend le titre de pro-nonce apostolique en Algérie, puis celui de pro-nonce en Tunisie le 22 mars de la même année.
Le titre de nonce apostolique en Tunisie est porté par le prélat nommé nonce apostolique en Algérie ; il y réside.

## Liste des représentants pontificaux en Tunisie
Délégués apostoliques en Afrique du Nord
- John Gordon (27 février 1965[2] – 14 juillet 1967)[3], également archevêque titulaire de Nicopolis ad Nestumc (de)
- Sante Portalupi (27 septembre 1967 – 22 mars 1972)[1], également archevêque titulaire de Christopolis (de)

Pro-nonces apostoliques
- Sante Portalupi (22 mars 1972[1] – 15 décembre 1979)[4], également archevêque titulaire de Christopolis (de)
- Gabriel Montalvo Higuera (18 mars 1980 – 12 juin 1986), également archevêque titulaire de Celene (de)
- Giovanni De Andrea (22 novembre 1986 – 26 août 1989), également archevêque titulaire d'Aquaviva (de)
- Edmond Farhat (26 août 1989 – 26 juillet 1995), également archevêque titulaire de Byblus (de)

Nonces apostoliques
- Antonio Sozzo (5 août 1995[5] – 23 mai 1998)[6],[7], également archevêque titulaire de Concordia (de)
- Augustine Kasujja (26 mai 1998[8] – 22 avril 2004), également archevêque titulaire de Césarée-en-Numidie (de)
- Thomas Yeh Sheng-nan (22 avril 2004 – 2015), également archevêque titulaire de Leptis Magna (de)
- Luciano Russo (14 juin 2016 – 22 août 2020), également archevêque titulaire de Monteverde (de)
- Kurian Mathew Vayalunkal (2 février 2021[9] - 15 mars 2025)[10], également archevêque titulaire de Ratiaria (de)

## Note et références
1. 1 2 3  (it) Acta Apostolicae Sedis, vol. LXIV, Cité du Vatican, Librairie éditrice vaticane, 1972 (lire en ligne), p. 255.
2. ↑  (it) Acta Apostolicae Sedis, vol. LVII, Cité du Vatican, Librairie éditrice vaticane, 1965 (lire en ligne), p. 550.
3. ↑  (it) Acta Apostolicae Sedis, vol. LIX, Cité du Vatican, Librairie éditrice vaticane, 1967 (lire en ligne), p. 1003.
4. ↑  (it) Acta Apostolicae Sedis, vol. LXXI, Cité du Vatican, Librairie éditrice vaticane, 1979 (lire en ligne), p. 1625.
5. ↑  Agence de presse internationale catholique, « Le pape nomme un nouveau nonce pour l'Algérie et la Tunisie », sur cath.ch, 8 août 1995 (consulté le 5 juin 2019).
6. ↑  (es) « País con nuevo Nuncio », La Nación (es),‎ 24 mai 1998 (lire en ligne, consulté le 5 juin 2019).
7. ↑  (es) « Cambian a Nuncio Apostólico de Costa Rica », La Nación (es),‎ 18 juillet 2003 (lire en ligne, consulté le 5 juin 2019).
8. ↑  (it) Acta Apostolicae Sedis, vol. XC, Cité du Vatican, Librairie éditrice vaticane, 1998 (lire en ligne), p. 452.
9. ↑  (en) « Resignations and Appointments », sur press.vatican.va, 2 février 2021 (consulté le 2 février 2021).
10. ↑  (en) « Resignations and Appointments », sur press.vatican.va, 15 mars 2025 (consulté le 15 mars 2025).